# Glossadelphus perplanicaulis
Glossadelphus perplanicaulis là một loài Rêu trong họ Hypnaceae. Loài này được (Broth.) M. Fleisch. mô tả khoa học đầu tiên năm 1923.